# Військовий літак

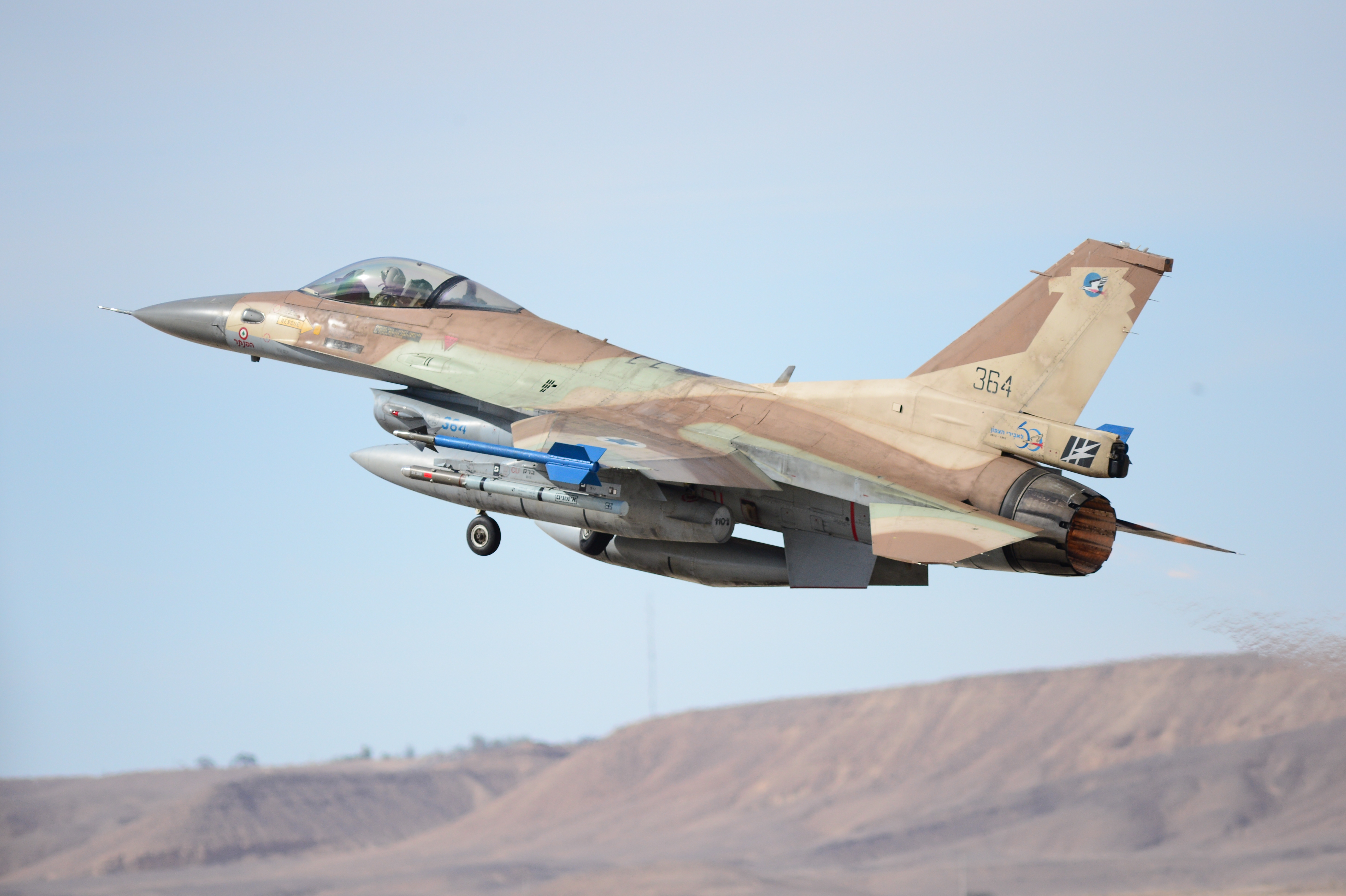
F-16 Fighting Falcon повітряних сил Ізраїлю з позначкою одного збитого літака

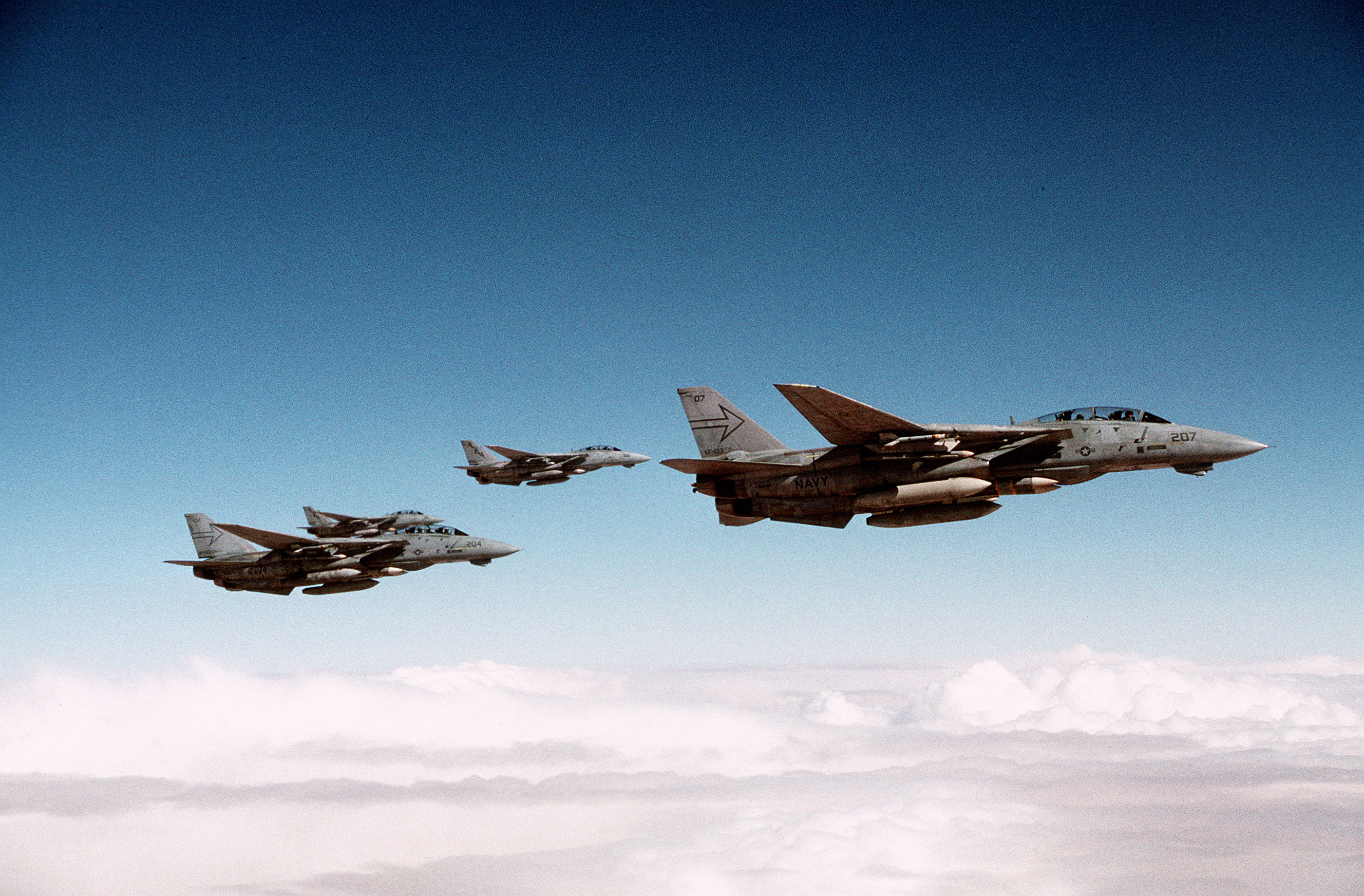
Винищувачі Grumman F-14 Tomcat флоту Сполучених Штатів летять у формації, поки очікують дозаправлення, під час операції «Буря в пустелі» в 1991 році

Військовий літак — будь-який літальний апарат з нерухомим або обертальним крилом, що використовується офіційними збройними силами, або повстанськими підрозділами будь-якого типу.

## Визначення
Військові літаки можуть бути, як бойовими, так і не бойовими:
- Бойові літаки призначені для знищення ворожої техніки за допомогою своїх авіаційних боєприпасів.[1] Бойові літаки зазвичай розробляються і виготовляються на замовлення та під наглядом тільки збройних сил.
- Не бойові літаки мають основною функцією не ведення бою, але можуть бути оснащені озброєнням для самооборони. Вони в основному використовуються для підтримки та забезпечення і можуть розроблятися, як військовими, так і цивільними організаціями.

## Типи сучасних військових літаків

### Бойові
- Винищувач
- Винищувач-перехоплювач
- Винищувач-бомбардувальник
- Бомбардувальник
- Стратегічний бомбардувальник
- Штурмовик
- Ударник (авіація)
- Протипартизанський літак
- Патрульний літак
- Протичовновий літак
- Літак радіоелектронної боротьби

### Небойові
- Літак дальнього радіолокаційного стеження
- Військово-транспортний літак
- Літак зв'язку
- Розвідувальний літак
- Літак спостереження
- Пожежний літак